# Mongolisches Plateau

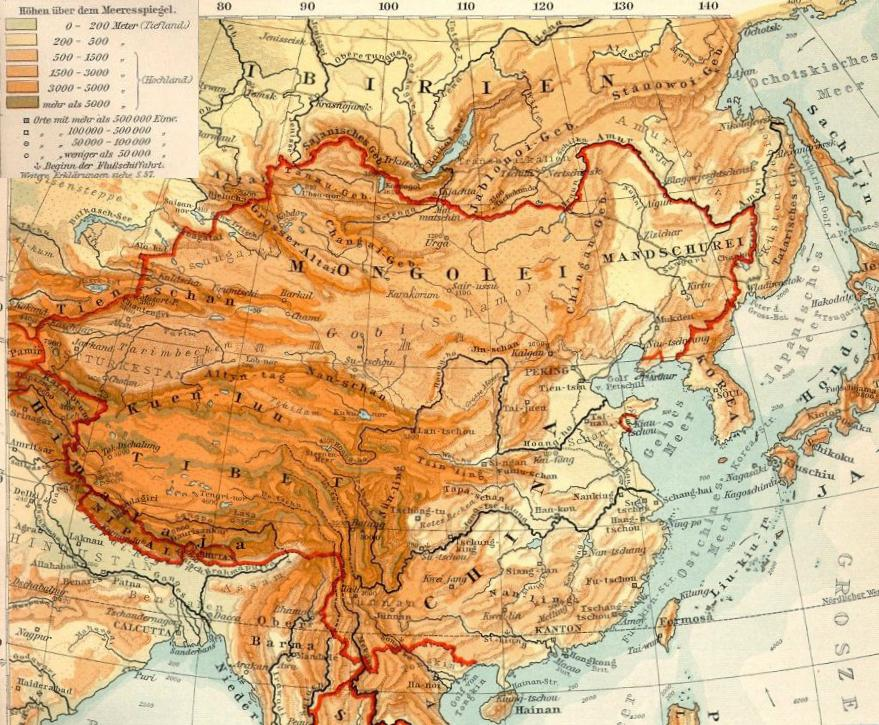
Das mongolische Plateau (Mitte) im Kontext Innerasiens (Karte von 1903)

Das Mongolische Plateau ist eine der größten Hochflächen Asiens, welche die Wüste Gobi und die umliegenden Hochland-Steppen umfasst. Es liegt auf dem Gebiet der Mongolei und des nördlichen China und ist nach dem Hochland von Tibet das größte Hochplateau  Zentral- und Ostasiens. Im Gegensatz zu Tibet hat es jedoch nur eine mittlere Meereshöhe von 900 bis etwa 1500 Meter. Die das Großplateau umrahmenden Gebirge sind aber 3000 bis 5000 m hoch.

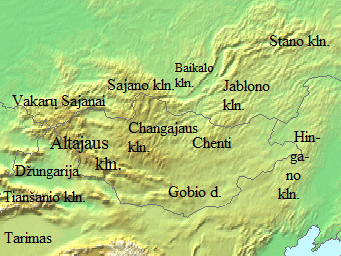
Topographie der Mongolei (Namen litauisch). Das große Plateau erstreckt sich von der unteren Bildmitte nach rechts oben bis zum Nordrand des Hingan-Gebirges.

Das Plateau erstreckt sich über ein annähernd rechteckiges Gebiet von über 2000 × 1000 km vom Tianschan-Gebirge Zentralasiens bis zu den Bergketten des Großen Hinggan-Gebirges im Nordosten der Inneren Mongolei. Im Süden wird es vom Nan-Shan-Gebirge und dem Ordos-Plateau am Gelben Fluss begrenzt. Im Südosten reichen seine Ausläufer bis auf etwa 200 km an Peking heran und wurden in der Vergangenheit durch die „Große Mauer“ befestigt. Im Norden wird das Plateau durch die mongolischen Hochgebirge (Altai und Changai-Gebirge) und das Bergland südlich des Baikalsees begrenzt.
Die langgestreckte, wellige Hochfläche hat ein sehr trockenes Klima und den Charakter von Wüsten und Steppen; die wenigen Gewässer sind fast ausnahmslos Binnenflüsse, die im Unterlauf versiegen. Vereinzelt geht das Plateau in Bergland über, wird aber in seiner geographischen Mitte von den Gebirgsketten des Gobi-Altai (Gipfel bis 2800 m) durchzogen. In der östlichen Mongolei hat die Hochfläche zahlreiche Salzsümpfe ausgebildet, von denen einige über den Fluss Cherlen zum Amur entwässern. Der Südosten, das Plateau der Inneren Mongolei, liegt auf dem Staatsgebiet Chinas und entwässert teilweise zum Gelben Meer.